# Aleksander Walmann
Aleksander Walmann Åsgården, professionelt kendt som Aleksander Walmann (født 12. januar 1986) er en norsk sanger og sangskriver som repræsenterede Norge ved Eurovision Song Contest 2017 sammen med JOWST med sangen "Grab The Moment" de opnåede en 10. plads. i 2018 stillede han igen op i Norsk Melodi Grand Prix denne gang som solosolist med sangen "Talk to the Hand" som sluttede på en 4. plads.